# 精锐教育
精锐教育是中華人民共和國一家教育機構，2008年由张熙創辦。2018年3月，精锐教育在美国纽交所上市。2018年8月和10月，精锐教育相繼收购天津华英教和巨人教育（成立於1994年）。2020年12月，新巨人教育獨立發展。2021年8月31日，巨人教育宣告破产。2021年10月，精锐教育欠薪，多個線下教育點停課。2021年10月11日，有精锐教育員工告訴新京報旗下的貝殼財經記者，精锐教育會於次日宣佈停業。10月12日，精銳教育旗下的小小地球、至慧少儿同時停業。

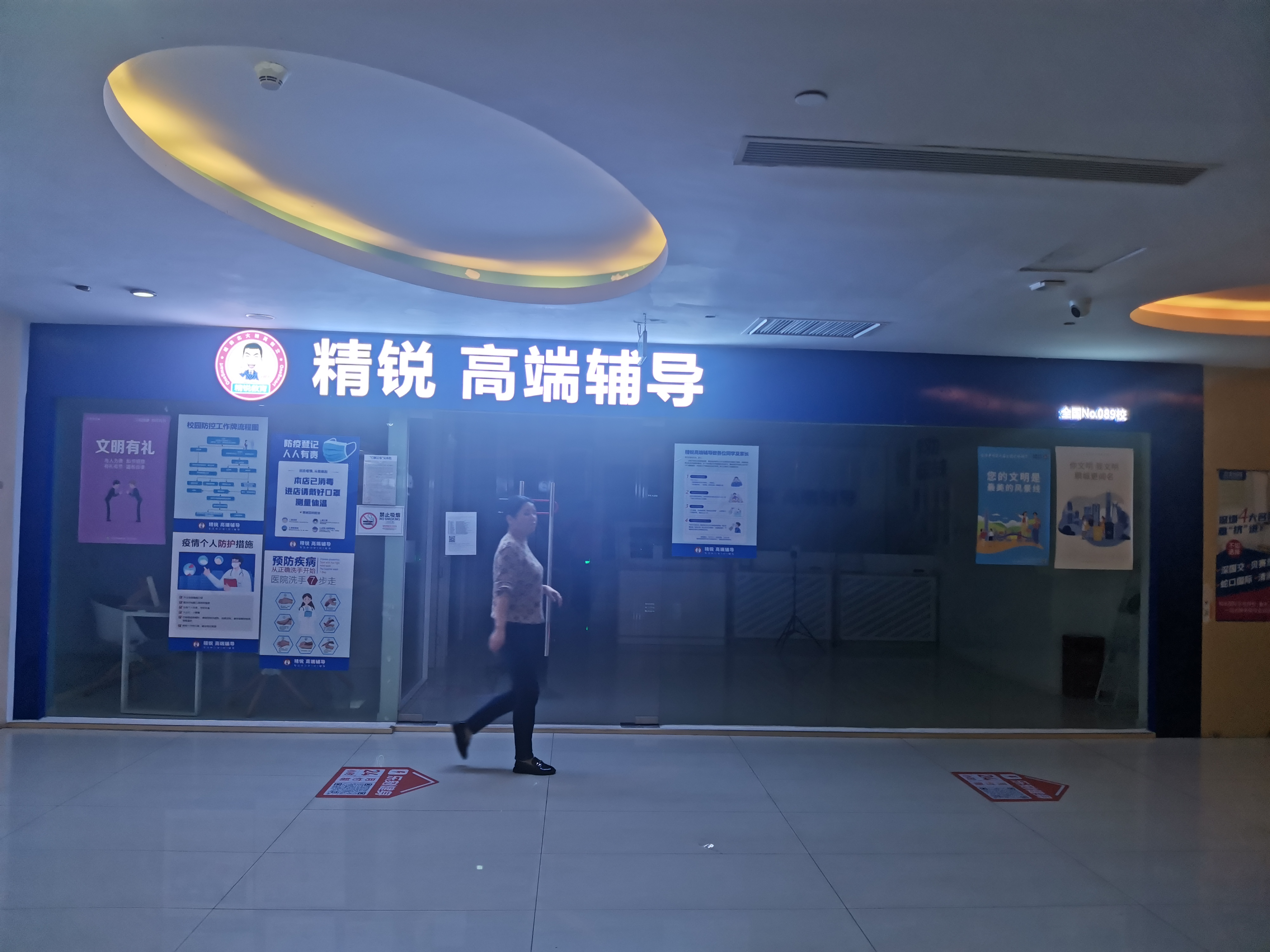
精锐教育深圳百花店（已关闭）

## 外部連結
- 官方网站